# Мащаб
Мащабът (от немски: Maßstab, букв. „мерна пръчка“: Maß „меря“, Stab „пръчка“) е отношението на отсечка от план, карта или чертеж спрямо действителния ѝ размер. Числото, което показва колко пъти са намалени или увеличени реалните размери, се нарича мащабно число.
Например, ако мащабът на една карта е 1:50 000, то 1 cm, измерен върху картата, ще е равен на 50 000 cm от изобразената местност, или 1 cm (от картата) = 500 m (от местността). Ако мащабът на една карта е 1:1 000 000, то 1 cm от картата ще е равен на 1 000 000 cm, което се равнява на 10 000 m, или на 10 km. Колкото знаменателят е по-малко число, толкова мащабът е по-едър, а умалението на местността в картата е малко и обратно.

## Видове мащаб
- Числен – той е по-точен, но отнема повече време при изчисленията. Численият мащаб се изразява чрез мащабното число m. Ако с d означим отсечка от плана или картата, а с D – същата дължина, измерена от терена, то:

{\displaystyle M={\frac {d}{D}}={\frac {1}{m}}=1:m}

представлява самия мащаб на картата.
- Графични мащаби
- Линеен – нанася се под южната рамка на карти и планове. Представлява линия с надписани според мащаба на картата деления, разстоянията между които съответстват на тези от местността.
- Напречен (трансверзален) – използва се, когато точността на отчитане с линейния мащаб е недостатъчна.[2]

Едър е мащабът, при който знаменателят е малък и картата е по-детайлна. По-дребният мащаб предполага по-голямо намаление спрямо реалните размери и, евентуално, по-голяма територия, обхваната от картата.